# Japón en la Copa Mundial de Fútbol de 2006
La selección de Japón fue uno de los 32 países participantes de la Copa Mundial de Fútbol de 2006, realizada en Alemania.
Japón fue el primer equipo en clasificar al Mundial luego de obtener el primer lugar en el grupo clasificatorio asiático. Alemania 2006 sería la tercera presentación del combinado nipón en un torneo mundial, luego de haber tenido dos resultados completamente opuestos: en su debut en 1998, Japón terminó en el penúltimo lugar del torneo pero cuando lo organizó en 2002, llegó hasta octavos de final. Así, Japón llegó a tierras germanas dispuesto a demostrar su progreso en el último tiempo.
Sin embargo, el Grupo F (compuesto además por Brasil, Australia y Croacia) fue un reto que no pudo superar la escuadra nipona. Fue derrotada con marcador 3:1 por Australia en los últimos minutos del partido y por el equipo pentacampeón por 4:1. Japón logró un punto tras un deslucido empate ante los croatas.

## Clasificación
| Fecha                   | Lugar               |                 |                            | Resultado |                            |                 |
| ----------------------- | ------------------- | --------------- | -------------------------- | --------- | -------------------------- | --------------- |
| 18 de febrero de 2004   | Saitama             | Japón           | Bandera de Japón           | 1:0 (0:0) | Bandera de Omán            | Omán            |
| 31 de marzo de 2004     | Singapur            | Singapur        | Bandera de Singapur        | 1:2 (0:1) | Bandera de Japón           | Japón           |
| 9 de junio de 2004      | Saitama             | Japón           | Bandera de Japón           | 7:0 (3:0) | Bandera de India           | India           |
| 8 de septiembre de 2004 | Calcuta             | India           | Bandera de India           | 0:4 (0:1) | Bandera de Japón           | Japón           |
| 13 de octubre de 2004   | Mascate             | Omán            | Bandera de Omán            | 0:1 (0:0) | Bandera de Japón           | Japón           |
| 17 de noviembre de 2004 | Saitama             | Japón           | Bandera de Japón           | 1:0 (1:0) | Bandera de Singapur        | Singapur        |
| 9 de febrero de 2005    | Saitama             | Japón           | Bandera de Japón           | 2:1 (1:0) | Bandera de Corea del Norte | Corea del Norte |
| 25 de marzo de 2005     | Teherán             | Irán            | Bandera de Irán            | 2:1 (1:0) | Bandera de Japón           | Japón           |
| 30 de marzo de 2005     | Saitama             | Japón           | Bandera de Japón           | 1:0 (0:0) | Bandera de Baréin          | Baréin          |
| 3 de junio de 2005      | Manama              | Baréin          | Bandera de Baréin          | 0:1 (1:0) | Bandera de Japón           | Japón           |
| 8 de junio de 2005      | Bangkok (Tailandia) | Corea del Norte | Bandera de Corea del Norte | 0:2 (0:0) | Bandera de Japón           | Japón           |
| 17 de agosto de 2005    | Yokohama            | Japón           | Bandera de Japón           | 2:1 (1:0) | Bandera de Irán            | Irán            |

| Equipo   | Pts | PJ | PG | PE | PP | GF | GC |
| -------- | --- | -- | -- | -- | -- | -- | -- |
| Japón    | 18  | 6  | 6  | 0  | 0  | 16 | 1  |
| Omán     | 10  | 6  | 3  | 1  | 2  | 14 | 3  |
| India    | 4   | 6  | 1  | 1  | 4  | 2  | 18 |
| Singapur | 3   | 6  | 1  | 0  | 5  | 3  | 13 |

| Equipo          | Pts | PJ | PG | PE | PP | GF | GC |
| --------------- | --- | -- | -- | -- | -- | -- | -- |
| Japón           | 15  | 6  | 5  | 0  | 1  | 9  | 4  |
| Irán            | 13  | 6  | 4  | 1  | 1  | 7  | 3  |
| Baréin          | 4   | 6  | 1  | 1  | 4  | 4  | 7  |
| Corea del Norte | 3   | 6  | 1  | 0  | 5  | 5  | 11 |

## Jugadores
Datos corresponden a situación previo al inicio del torneo
| #  | Nombre               | Posición      | Edad | PJ Sel | Club                      |
| -- | -------------------- | ------------- | ---- | ------ | ------------------------- |
| 1  | Seigo Narazaki       | Portero       | 30   | 50     | Nagoya Grampus Eight      |
| 2  | Teruyuki Moniwa      | Defensa       | 24   | 8      | FC Tokyo                  |
| 3  | Yūichi Komano        | Defensa       | 24   | 8      | Sanfrecce Hiroshima       |
| 4  | Yasuhito Endō        | Mediocampista | 26   | 40     | Gamba Osaka               |
| 5  | Tsuneyasu Miyamoto   | Defensa       | 29   | 69     | Gamba Osaka               |
| 6  | Kōji Nakata          | Defensa       | 26   | 55     | FC Basel                  |
| 7  | Hidetoshi Nakata     | Mediocampista | 29   | 74     | Bolton Wanderers          |
| 8  | Mitsuo Ogasawara     | Mediocampista | 27   | 51     | Kashima Antlers           |
| 9  | Naohiro Takahara     | Delantero     | 27   | 41     | Hamburger SV              |
| 10 | Shunsuke Nakamura    | Mediocampista | 27   | 60     | Celtic FC                 |
| 11 | Seiichiro Maki       | Delantero     | 25   | 10     | JEF United Ichihara Chiba |
| 12 | Yoichi Doi           | Portero       | 32   | 4      | FC Tokyo                  |
| 13 | Atsushi Yanagisawa   | Delantero     | 29   | 56     | Kashima Antlers           |
| 14 | Alex                 | Defensa       | 28   | 72     | Urawa Red Diamonds        |
| 15 | Takashi Fukunishi    | Mediocampista | 29   | 62     | Júbilo Iwata              |
| 16 | Masashi Oguro        | Delantero     | 26   | 18     | Grenoble                  |
| 17 | Junichi Inamoto      | Mediocampista | 26   | 63     | West Bromwich Albion      |
| 18 | Shinji Ono           | Mediocampista | 26   | 55     | Urawa Red Diamonds        |
| 19 | Keisuke Tsuboi       | Defensa       | 26   | 33     | Urawa Red Diamonds        |
| 20 | Keiji Tamada         | Delantero     | 26   | 39     | Nagoya Grampus Eight      |
| 21 | Akira Kaji           | Defensa       | 26   | 43     | Gamba Osaka               |
| 22 | Yuji Nakazawa        | Defensa       | 28   | 50     | Yokohama F. Marinos       |
| 23 | Yoshikatsu Kawaguchi | Portero       | 30   | 89     | Júbilo Iwata              |
| DT | Zico                 |               |      |        |                           |

## Participación

### Enfrentamientos previos
| Fecha                   | Lugar                  |                |                     | Resultado |                                 |                    |
| ----------------------- | ---------------------- | -------------- | ------------------- | --------- | ------------------------------- | ------------------ |
| 7 de septiembre de 2005 | Prefectura de Miyagi   | Japón          | Bandera de Japón    | 5:4 (1:3) | Bandera de Honduras             | Honduras           |
| 8 de octubre de 2005    | Riga                   | Letonia        | Bandera de Letonia  | 2:2 (0:1) | Bandera de Japan                | Japón              |
| 12 de octubre de 2005   | Kiev                   | Ucrania        | Bandera de Ukraine  | 1:0 (0:0) | Bandera de Japan                | Japón              |
| 16 de noviembre de 2005 | Tokio                  | Japón          | Bandera de Japón    | 1:0 (0:0) | Bandera de Angola               | Angola             |
| 10 de febrero de 2006   | San Francisco          | Estados Unidos |                     | 3:2 (2:0) | Bandera de Japón                | Japón              |
| 18 de febrero de 2006   | Prefectura de Shizuoka | Japón          | Bandera de Japón    | 2:0 (0:0) | Bandera de Finlandia            | Finlandia          |
| 22 de febrero de 2006   | Yokohama               | Japón          | Bandera de Japón    | 6:0 (1:0) | Bandera de India                | India              |
| 28 de febrero de 2006   | Dortmund               | Japón          | Bandera de Japón    | 2:2 (1:0) | Bandera de Bosnia y Herzegovina | Bosnia-Herzegovina |
| 30 de marzo de 2006     | Ōita                   | Japón          | Bandera de Japón    | 1:0 (0:0) | Bandera de Ecuador              | Ecuador            |
| 9 de mayo de 2006       | Osaka                  | Japón          | Bandera de Japón    | 1:2 (0:1) | Bandera de Bulgaria             | Bulgaria           |
| 13 de mayo de 2006      | Saitama                | Japón          | Bandera de Japón    | 0:0 ()    | Bandera de Escocia              | Escocia            |
| 30 de mayo de 2006      | Leverkusen             | Alemania       | Bandera de Alemania | 2:2 (0:0) | Bandera de Japón                | Japón              |
| 4 de junio de 2006      | Düsseldorf             | Japón          | Bandera de Japón    | 1:0 (1:0) | Bandera de Malta                | Malta              |

### Primera fase
| Equipo    | Pts | PJ | PG | PE | PP | GF | GC | Dif |
| --------- | --- | -- | -- | -- | -- | -- | -- | --- |
| Brasil    | 9   | 3  | 3  | 0  | 0  | 7  | 1  | +6  |
| Australia | 4   | 3  | 1  | 1  | 1  | 5  | 5  | 0   |
| Croacia   | 2   | 3  | 0  | 2  | 1  | 2  | 3  | -1  |
| Japón     | 1   | 3  | 0  | 1  | 2  | 2  | 7  | -5  |

| 12 de junio de 2006, 15:00 | Japón        | 1:3 (1:0) | Australia                      | Fritz-Walter-Stadion, Kaiserslautern                                    |                                                                         |
|                            | Nakamura 26' | Reporte   | Cahill 84', 89' · Aloisi 90+2' | Asistencia: 46.000 espectadores Árbitro(s): Essam Abd El Fatah (Egipto) | Asistencia: 46.000 espectadores Árbitro(s): Essam Abd El Fatah (Egipto) |

| Australia | Australia | Japón | Japón | Formación |
| --------- | --- | --- | ----- | --------- |
| Australia | Primera Fase (Grupo F), 1.ª Fecha 12 de junio de 2006 en Fritz-Walter-Stadion, Kaiserslautern Resultado: 3:1 Asistentes: 46 000 Árbitro: Essam Abd El Fatah (Egipcio) Reporte                                                             | Primera Fase (Grupo F), 1.ª Fecha 12 de junio de 2006 en Fritz-Walter-Stadion, Kaiserslautern Resultado: 3:1 Asistentes: 46 000 Árbitro: Essam Abd El Fatah (Egipcio) Reporte                                                                                   | Japón |           |
| Australia | (1) Mark Schwarzer · (14) Scott Chipperfield · (2) Lucas Neill · (3) Craig Moore 61' · (23) Mark Bresciano 53' · (7) Brett Emerton · (20) Luke Wilkshire 75' · (5) Jason Čulina · (13) Vince Grella · (9) Mark Viduka · (13) Harry Kewell | (23) Yoshikatsu Kawaguchi · (22) Yūji Nakazawa · (5) Tsuneyasu Miyamoto · (19) Keisuke Tsuboi 56' · (10) Shunsuke Nakamura · (7) Hidetoshi Nakata · (3) Yūichi Komano · (14) Alex · (15) Takashi Fukunishi · (9) Naohiro Takahara · (13) Atsushi Yanagisawa 79' | Japón |           |
| Australia | Guus Hiddink | Zico | Japón |           |
| Australia | (4) Tim Cahill 53' · (19) Joshua Kennedy 61' · (15) John Aloisi 75' | (2) Teruyuki Moniwa 56' 90+1' · (18) Shinji Ono 79' · (16) Masashi Ōguro 90+1' | Japón |           |
| Australia | Goles | | Japón |           |
| Australia | · 1:1 84' Tim Cahill · 2:1 89' Tim Cahill · 3:1 90+2' John Aloisi | 0:1 26' Shunsuke Nakamura | Japón |           |
| Australia | Tarjetas amarillas | | Japón |           |
| Australia | 33' Vince Grella · 58' Craig Moore · 69' Tim Cahill · 78' John Aloisi | 31' Tsuneyasu Miyamoto · 40' Naohiro Takahara · 68' Teruyuki Moniwa | Japón |           |

| 18 de junio de 2006, 15:00 | Croacia | 0:0     | Japón | Frankenstadion, Núremberg                                                |                                                                          |
|                            |         | Reporte |       | Asistencia: 41.000 espectadores Árbitro(s): Frank De Bleeckere (Bélgica) | Asistencia: 41.000 espectadores Árbitro(s): Frank De Bleeckere (Bélgica) |

| Japón | Japón | Croacia | Croacia | Formación |
| ----- | --- | --- | ------- | --------- |
| Japón | Primera Fase (Grupo F), 2ª Fecha 18 de junio de 2006 en Frankenn-Stadion, Núremberg Resultado: 0:0 Asistentes: 41 000 Árbitro: Frank de Bleeckere (Bélgica) Reporte                                                                                                  | Primera Fase (Grupo F), 2ª Fecha 18 de junio de 2006 en Frankenn-Stadion, Núremberg Resultado: 0:0 Asistentes: 41 000 Árbitro: Frank de Bleeckere (Bélgica) Reporte                                                      | Croacia |           |
| Japón | (23) Yoshikatsu Kawaguchi · (14) Alex · (22) Yūji Nakazawa · (5) Tsuneyasu Miyamoto · (21) Akira Kaji · (10) Shunsuke Nakamura · (15) Takashi Fukunishi 45+1' · (7) Hidetoshi Nakata · (8) Mitsuo Ogasawara · (9) Naohiro Takahara 85' · (13) Atsushi Yanagisawa 61' | (1) Stipe Pletikosa · (3) Josip Šimunić · (4) Robert Kovač · (7) Dario Šimić · (8) Marko Babić · (10) Niko Kovač · (5) Igor Tudor 70' · (2) Darijo Srna 87' · (9) Dado Pršo · (19) Niko Kranjčar 78' · (17) Ivan Klasnić | Croacia |           |
| Japón | Zico | Zlatko Kranjčar | Croacia |           |
| Japón | (17) Jun'ichi Inamoto 45+1' · (20) Keiji Tamada 61' · (16) Masashi Ōguro 85' | (18) Ivica Olić 70' · (14) Luka Modrić 78' · (22) Ivan Bošnjak 87' | Croacia |           |
| Japón | Tarjetas amarillas | | Croacia |           |
| Japón | 21' Tsuneyasu Miyamoto · 42' Yoshikatsu Kawaguchi · 72' Alex | 32' Robert Kovač · 69' Darijo Srna | Croacia |           |

| 22 de junio de 2006, 21:00 | Japón      | 1:4 (1:1) | Brasil                                          | Signal Iduna Park, Dortmund                                       |                                                                   |
|                            | Tamada 34' | Reporte   | Ronaldo 45+1', 81' · Juninho 53' · Gilberto 59' | Asistencia: 65.000 espectadores Árbitro(s): Eric Poulat (Francia) | Asistencia: 65.000 espectadores Árbitro(s): Eric Poulat (Francia) |

| Japón | Japón | Brasil | Brasil | Formación |
| ----- | --- | --- | ------ | --------- |
| Japón | Primera Fase (Grupo F), 3ª Fecha 22 de junio de 2006 en Signal Iduna Park de Dortmund Resultado: 1:4 Asistentes: 65 000 Árbitro: Eric Poulat (Francia) Reporte                                                                                      | Primera Fase (Grupo F), 3ª Fecha 22 de junio de 2006 en Signal Iduna Park de Dortmund Resultado: 1:4 Asistentes: 65 000 Árbitro: Eric Poulat (Francia) Reporte                         | Brasil |           |
| Japón | (23) Yoshikatsu Kawaguchi · (14) Alex · (22) Yūji Nakazawa · (19) Keisuke Tsuboi · (21) Akira Kaji · (10) Shunsuke Nakamura · (17) Jun'ichi Inamoto · (7) Hidetoshi Nakata · (8) Mitsuo Ogasawara 56' · (20) Keiji Tamada · (11) Seiichirō Maki 60' | (1) Dida 82' · (16) Gilberto · (4) Juan · (3) Lúcio · (13) Cicinho · (10) Ronaldinho 71' · (17) Gilberto Silva · (19) Juninho Pernambucano · (8) Kaká 71' · (23) Robinho · (9) Ronaldo | Brasil |           |
| Japón | Zico | Carlos Alberto Parreira | Brasil |           |
| Japón | (6) Kōji Nakata 56' · (9) Naohiro Takahara 60' 66' · (16) Masashi Ōguro 66' | (11) Zé Roberto 71' · (20) Ricardinho 71' · (12) Rogério Ceni 82' | Brasil |           |
| Japón | Goles | | Brasil |           |
| Japón | 1:0 34' Keiji Tamada | · 1:1 45+1' Ronaldo · 1:2 53' Juninho Pernambucano · 1:3 59' Gilberto · 1:4 81' Ronaldo                                                                                                | Brasil |           |
| Japón | Tarjetas amarillas | | Brasil |           |
| Japón | 40' Akira Kaji | 44' Gilberto | Brasil |           |

### Participación de jugadores
| #  | Nombre               | Posición      | PJ | Min |   | Asist | Tiros  | Faltas |   |   |
| -- | -------------------- | ------------- | -- | --- | - | ----- | ------ | ------ | - | - |
| 2  | Teruyuki Moniwa      | Defensa       | 1  | 34  | 0 | 0     | 0      | 0-3    | 1 | 0 |
| 3  | Yūichi Komano        | Defensa       | 1  | 90  | 0 | 0     | 0      | 1-0    | 0 | 0 |
| 4  | Yasuhito Endō        | Mediocampista | 0  | 0   | 0 | 0     | 0      | 0-0    | 0 | 0 |
| 5  | Tsuneyasu Miyamoto   | Defensa       | 2  | 180 | 0 | 0     | 0      | 1-5    | 2 | 0 |
| 6  | Kōji Nakata          | Defensa       | 1  | 35  | 0 | 0     | 1      | 0-0    | 0 | 0 |
| 7  | Hidetoshi Nakata     | Mediocampista | 3  | 270 | 0 | 0     | 4      | 1-4    | 0 | 0 |
| 8  | Mitsuo Ogasawara     | Mediocampista | 2  | 145 | 0 | 0     | 2      | 1-4    | 0 | 0 |
| 9  | Naohiro Takahara     | Delantero     | 3  | 180 | 0 | 0     | 2      | 8-2    | 1 | 0 |
| 10 | Shunsuke Nakamura    | Mediocampista | 3  | 270 | 1 | 0     | 4      | 7-4    | 0 | 0 |
| 11 | Seiichiro Maki       | Delantero     | 1  | 59  | 0 | 0     | 2      | 0-1    | 0 | 0 |
| 13 | Atsushi Yanagisawa   | Delantero     | 2  | 138 | 0 | 0     | 3      | 4-3    | 0 | 0 |
| 14 | Alex                 | Defensa       | 3  | 270 | 0 | 1     | 2      | 5-2    | 1 | 0 |
| 15 | Takashi Fukunishi    | Mediocampista | 2  | 135 | 0 | 0     | 2      | 3-0    | 0 | 0 |
| 16 | Masashi Oguro        | Delantero     | 3  | 32  | 0 | 0     | 1      | 0-0    | 0 | 0 |
| 17 | Junichi Inamoto      | Mediocampista | 2  | 135 | 0 | 0     | 3      | 2-4    | 0 | 0 |
| 18 | Shinji Ono           | Mediocampista | 1  | 12  | 0 | 0     | 0      | 0-0    | 0 | 0 |
| 19 | Keisuke Tsuboi       | Defensa       | 2  | 145 | 0 | 0     | 0      | 0-0    | 0 | 0 |
| 20 | Keiji Tamada         | Delantero     | 2  | 120 | 1 | 0     | 1      | 3-1    | 0 | 0 |
| 21 | Akira Kaji           | Defensa       | 2  | 180 | 0 | 0     | 0      | 4-3    | 1 | 0 |
| 22 | Yuji Nakazawa        | Defensa       | 3  | 270 | 0 | 0     | 0      | 5-3    | 0 | 0 |
| #  | Nombre               | Posición      | PJ | Min |   | Prom. | Atajos | Faltas |   |   |
| 1  | Seigo Narazaki       | Portero       | 0  | 0   | 0 | 0     | 0      | 0-0    | 0 | 0 |
| 12 | Yoichi Doi           | Portero       | 0  | 0   | 0 | 0     | 0      | 0-0    | 0 | 0 |
| 23 | Yoshikatsu Kawaguchi | Portero       | 3  | 270 | 7 | 2,33  | 21     | 1-0    | 0 | 0 |

## Curiosidades
- En un concurso realizado por Hyundai, los aficionados de los equipos eligieron un lema para cada seleccionado, el cual sería colocado en los buses que transportarían a los jugadores a lo largo del país. El eslogan elegido para Japón fue «¡Muestra tu espíritu samurai!»[2]
- El fabricante de relojes Casio, quien fue el cronometrador oficial del torneo, lanzó una edición especial de su modelo G-Shock G-300 con el color azul característico del uniforme de la selección japonesa.[3][4][5] Este reloj fue parte de una línea de piezas promocionales para selecciones participantes en la Copa Mundial.[6]
- Japón eligió la ciudad de Bonn, en el estado de Renania del Norte-Westfalia, como su "cuartel" durante la realización del torneo.